# Welt-sichten
welt-sichten. Magazin für globale Entwicklung und ökumenische Zusammenarbeit ist eine monatlich erscheinende Zeitschrift für globale Zusammenhänge und die Kooperation mit dem Globalen Süden. Die Zeitschrift wird herausgegeben vom Verein zur Förderung der entwicklungspolitischen Publizistik e. V. (VFEP) und erscheint in einer Auflage von 4400 Stück. Sie erscheint unter dem Dach des Gemeinschaftswerk der Evangelischen Publizistik (GEP).

## Entwicklung
2003 gründeten protestantische und katholische Entwicklungswerke aus Deutschland und der Schweiz den ökumenisch europäischen Herausgeberkreis VFEP. Ziel ist es, mit Publikationen und Bildungsarbeit ein entwicklungspolitisches Bewusstsein zu fördern. Im Herausgeberverein sind die Werke Brot für alle (Bern), Brot für die Welt – Evangelischer Entwicklungsdienst im Evangelischen Werk für Diakonie und Entwicklung e. V. (Berlin), die Christoffel-Blindenmission e. V. (Bensheim), Fastenopfer (Luzern), die Kindernothilfe e. V. (Duisburg) und das Bischöfliches Hilfswerk Misereor e. V. (Aachen) vertreten.
Die Zeitschrift erscheint seit 2008. Sie wurde als Nachfolgepublikation der Zeitschriften Eins Entwicklungspolitik (bzw. epd-Entwicklungspolitik) und „der überblick“ (Schweiz) konzipiert. Diese beiden Publikationen waren Ende 2007 eingestellt worden.
Die Redaktion von welt-sichten veröffentlichte in Zusammenarbeit mit dem Centrum für internationale Migration und Entwicklung (CIM) und Engagement Global 2013 das Dossier „Migranten als Brückenbauer“. In der Sonderausgabe der Zeitschrift wurde das vielfältige entwicklungspolitischen Engagement von Migranten sowie Möglichkeiten zur Förderung von deutschen staatlichen Förderorganisationen vorgestellt.

## Inhalt
Das Magazin rückt Schwellen- und Entwicklungsländer in den Mittelpunkt seiner Berichterstattung. welt-sichten bringt Analysen, Reportagen und Kommentare eines breiten Themenspektrums: Entwicklungspolitik, Klimawandel, Naturschutz bis hin zu Friedensfragen und die Religionen im globalen Kontext kommen in dem Heft vor.
2016 warnte welt-sichten davor, die deutsche Flüchtlingshilfe auf die Mittel der staatliche Entwicklungshilfe, gemessen an der Official Development Assistance (ODA-Quote) anzurechnen, da das die tatsächlichen Ausgaben Deutschlands für Entwicklungsländer verzerren würde.